# Vítězslav Hloušek
Vítězslav Hloušek, né le 31 octobre 1914, est un ancien joueur tchécoslovaque de basket-ball.

## Carrière
Vítězslav Hloušek a représenté la Tchécoslovaquie lors des Jeux olympiques d'été de 1936 à Berlin.